# 1975 w literaturze
Wydarzenia literackie w 1975 roku.

## Wydarzenia
- polskie
  - W Poznaniu wydano kolejny kompletny przekład Pisma Świętego na język polski – Biblię poznańską
- zagraniczne
  - W mieście Erywań ukazał się pierwszy przekład Lalki na język ormiański

## Proza beletrystyczna i literatura faktu

### Język polski
- Jan Drzeżdżon – Upiory (Ludowa Spółdzielnia Wydawnicza)[1]
- Irena Jurgielewiczowa – Inna? (Wydawnictwo „Nasza Księgarnia”)[2]
- Ryszard Kapuściński – Chrystus z karabinem na ramieniu (Spółdzielnia Wydawnicza „Czytelnik”)[3]
- Aleksander Minkowski
  - Krzysztof (Wydawnictwo Harcerskie Horyzonty)[4]
  - Noc bez cudu (Wydawnictwa Radia i Telewizji)[5]
  - Zaczynasz być mężczyzną (Wydawnictwo Harcerskie Horyzonty)[6]
- Ewa Nowacka – Małgosia contra Małgosia
- Julian Stryjkowski – Sen Azrila (Spółdzielnia Wydawnicza „Czytelnik”)[7]
- Franciszek Wysłouch – Na ścieżkach Polesia
- Janusz A. Zajdel – Prawo do powrotu (Wydawnictwo „Nasza Księgarnia”)[8]

### Inne języki
- Jorge Luis Borges – Księga piasku (El libro de arena)
- Agatha Christie – Kurtyna (Curtain)
- Michel Foucault – Nadzorować i karać. Narodziny więzienia (Surveiller et punir. La naissance de la prison)
- Carlos Fuentes – Terra Nostra
- P.D. James – Czarna Wieża (Black Tower) (Scribner)[9]
- Imre Kertész – Los utracony (Sorstalanság)
- Stephen King – Miasteczko Salem (Salem’s Lot)
- Gabriel García Márquez – Jesień patriarchy (El otoño del patriarca)
- Romain Gary – Życie przed sobą (La vie devant soi)

## Wywiady
- polskie
- zagraniczne
- wydania polskie tytułów zagranicznych

## Dzienniki, autobiografie, pamiętniki
- polskie
- zagraniczne
- wydania polskie tytułów zagranicznych

## Eseje, szkice i felietony
- polskie
- zagraniczne
- wydania polskie tytułów zagranicznych

## Nowe dramaty
- polskie
  - Sławomir Mrożek – Garbus
  - Marek Nowakowski – Zaproszenie (monolog radiowy) (Dialog) nr 9 s. 62-66
  - Tadeusz Różewicz – Białe małżeństwo
- zagraniczne
  - Václav Havel
    - Audiencja (Audience)
    - Wernisaż (Vernisáž)
- wydania polskie tytułów zagranicznych

## Nowe poezje
- polskie
  - Stanisław Grochowiak – Bilard
  - Jerzy Harasymowicz – Barokowe czasy
  - Ryszard Krynicki – Organizm zbiorowy
  - Stanisław Lem – Wysoki Zamek. Wiersze młodzieńcze
  - Adam Zagajewski – Sklepy mięsne
- zagraniczne
  - Derek Mahon – Śnieżne przyjęcie (The Snow Party)
- wydania polskie tytułów zagranicznych
- zagraniczne antologie
- wydane w Polsce wybory utworów poetów obcych
- wydane w Polsce antologie poezji obcej

## Nowe prace naukowe, biografie i kalendaria
- zagraniczne
  - Bellarmino Bagatti – New Discoveries at the Tomb of the Virgin Mary in Gethsemane (razem z Michele Piccirillo i Alberto Prodomo)

## Urodzili się
- 9 stycznia – Gunnhild Øyehaug, norweska pisarka i poetka
- 13 stycznia – Daniel Kehlmann, austriacko-niemiecki pisarz, eseista i dramaturg.
- 17 stycznia – Michał Witkowski, polski pisarz
- 16 lutego – Lorin Morgan-Richards, amerykański pisarz i autor komiksów
- 23 lutego – Julia Fiedorczuk, polska poetka, pisarka i tłumaczka
- 23 czerwca – Hugh Howey, amerykański pisarz fantastyki
- 30 lipca – Cherie Priest, amerykańska pisarka
- 18 października – Nic Pizzolatto, amerykański pisarz i scenarzysta
- 25 października – Zadie Smith, brytyjska pisarka
- 23 listopada – Michał Krzywicki, polski pisarz fantasy
- 28 listopada – Eka Kurniawan, indonezyjski pisarz
- 7 grudnia – Magda Parus, polska pisarka i tłumaczka
- 19 grudnia – Brandon Sanderson, amerykański pisarz
- Djaili Amadou Amal, kameruńska pisarka i działaczka feministyczna
- Aleksandra Majdzińska, polska pisarka, scenarzystka i nauczycielka
- Leonie Swann, niemiecka pisarka

## Zmarli
- 4 stycznia – Carlo Levi, włoski pisarz (ur. 1902)
- 8 stycznia – Bohdan Korewicki, polski pisarz i malarz (ur. 1902)
- 21 stycznia – Mascha Kaléko, niemiecka poetka (ur. 1907)
- 14 lutego – P.G. Wodehouse, brytyjski pisarz i satyryk (ur. 1881)[10]
- 13 marca – Ivo Andrić, jugosłowiański powieściopisarz, nowelista i poeta, noblista (ur. 1892)
- 10 kwietnia – Eugeniusz Żytomirski polski pisarz i poeta (ur. 1911)
- 23 kwietnia – Rolf Dieter Brinkmann, niemiecki pisarz (ur. 1940)
- 10 maja – Zygmunt Haupt, polski pisarz (ur. 1907)
- 24 maja – Edward Grierson, angielski pisarz (ur. 1914)
- 8 czerwca – Murray Leinster, amerykański autor fantastyki (ur. 1896)
- 22 czerwca – Per Wahlöö, szwedzki pisarz (ur. 1926)
- 30 lipca – James Blish, amerykański pisarz fantasy i science fiction (ur. 1921)
- 20 sierpnia – Maria Jarochowska, polska reportażystka i pisarka (ur. 1918)
- 20 września – Saint-John Perse, francuski poeta (ur. 1887)
- 27 września – Kazimierz Moczarski, polski pisarz i dziennikarz (ur. 1907)
- 17 października – Jerzy Braun, polski poeta, pisarz, dramaturg, krytyk literacki (ur. 1901)
- 27 października – Rex Stout, amerykański pisarz powieści detektywistycznych (ur. 1886)
- 2 listopada – Pier Paolo Pasolini, włoski pisarz, poeta i reżyser filmowy (ur. 1922)
- 9 listopada – Beata Hłasko, polska tłumaczka literatury skandynawskiej (ur. 1908)
- 18 listopada – Leokadia Boniewicz, polska pisarka (ur. 1900)
- 19 listopada – Jerzy Jędrzejewicz, polski pisarz i tłumacz (ur. 1902)
- 4 grudnia – Hannah Arendt, niemiecka teoretyk polityki pochodzenia żydowskiego i filozofka (ur. 1906)
- 7 grudnia – Thornton Wilder, amerykański powieściopisarz i dramaturg (ur. 1897)
- Aleko Szengelia, gruziński poeta (ur. 1914)

## Nagrody
- Harcerska Nagroda Literacka – Danuta Bieńkowska za Chwilę prawdy
- Nagroda Bookera – Ruth Prawer Jhabvala, Heat and Dust
- Nagroda Goncourtów – Romain Gary, Życie przed sobą (La Vie devant soi)
- Nagroda Kościelskich – Wojciech Karpiński, Julian Kornhauser, Marcin Król, Paweł Łysek, Adam Zagajewski
- Nagroda Nobla – Eugenio Montale